# Cauterize
Cauterize es el segundo álbum de la banda estadounidense de heavy metal Tremonti. Producido por Michael Baskette, salió a la venta en el 2015 bajo la compañía Fret12. Es el primer trabajo en el cual Wolfgang Van Halen (hijo de Eddie Van Halen) toca el bajo.
La idea era que Cauterize fuera un álbum de Alter Bridge, la otra banda de Mark Tremonti, pero su sonido, más pesado e influenciado por el speed metal, se adaptaba mejor a Tremonti. Se extrajeron 5 sencillos, "Another Heart", "Flying Monkeys", "Radical Change", "Providence" y "Sympathy". 

## Lista de temas
- Todas las canciones están escritas por Mark Tremonti.

Todas las canciones escritas y compuestas por Mark Tremonti. 
| N.º | Título           | Duración |  |
| 1.  | «Radical Change» | 4:24     |  |
| 2.  | «Flying Monkeys» | 4:44     |  |
| 3.  | «Cauterize»      | 4:11     |  |
| 4.  | «Arm Yourself»   | 3:37     |  |
| 5.  | «Dark Trip»      | 4:53     |  |
| 6.  | «Another Heart»  | 3:56     |  |
| 7.  | «Fall Again»     | 4:47     |  |
| 8.  | «Tie the Noose»  | 3:31     |  |
| 9.  | «Sympathy»       | 4:19     |  |
| 10. | «Providence»     | 5:45     |  |

## Créditos
- Mark Tremonti - Voz principal, guitarra solista
- Eric Friedman - Guitarra rítmica, coros.
- Wolfgang Van Halen - Bajo, coros.
- Garrett Whitlock - Batería
- Michael "Elvis" Baskette - Producción
- Jef Moll - Ingeniero de sonido
- Ted Jensen - Masterización